# Pygmeopolia
Pygmeopolia là một chi bướm đêm thuộc họ Noctuidae.